# Horst Schmutzler
Horst Schmutzler (* 11. September 1924; † 14. September 2008) war ein deutscher Fußballspieler, der in der Saison 1951/52 als Spieler von Tennis Borussia Berlin und 1955/56 als Aktiver von TuS Neuendorf Torschützenkönig der damaligen Oberligenstaffeln Berlin und Südwest wurde.

## Laufbahn

### Tennis Borussia Berlin, bis 1952
Horst Schmutzler durchlief zunächst vor und während des Krieges alle Nachwuchsmannschaften des SV Konkordia 05 Plauen. Durch den Krieg verschlug es ihn nach Seehausen/Börde, wo er 1945 eine Fußballmannschaft (damals SG Seehausen) mitbegründete. Zurück in Plauen, schloss er sich der aus der Konkordia hervorgegangenen Sportgruppe Plauen-Süd an. Die wurde während seiner Zeit dort in Sportgemeinschaft (SG) Plauen-Süd und später in ZSG Zellwolle Plauen umbenannt. „Schwatter“ Schmutzler spielte ab Oktober 1949 für Tennis Borussia Berlin in der dortigen Stadtliga. Er war auf Vermittlung von Trainer Fritz Maurischat aus der Bezirksklasse Vogtland zu den „Veilchen“ gekommen. Bei TeBe bildete er zumeist mit Fritz Wilde als Halbstürmer den linken Flügel und gewann von 1950 bis 1952 dreimal in Folge die Berliner Meisterschaft. In seiner zweiten Runde bei der Mannschaft vom Mommsenstadion holte sich TeBe auch durch einen 2:1-Erfolg nach Verlängerung gegen den Vizemeister SC Union 06 den Berliner Pokal. In dieser Runde – 1950/51 – erzielte er 26 Tore, wurde aber durch den Ex-Nationalspieler und Vereinskameraden „Hanne“ Berndt mit einem Tor übertroffen. Berliner Torschützenkönig wurde er mit 25 Treffern im Jahr darauf, in der Saison 1951/52. In den Endrundenspielen um die deutsche Fußballmeisterschaft war er 1950 beim Spiel gegen Offenbach, 1951 gegen den Hamburger SV, Preußen Münster und den 1. FC Nürnberg sowie 1952 gegen Rot-Weiss Essen, VfB Stuttgart und den VfL Osnabrück aktiv. In elf Partien erzielte der torgefährliche Stürmer sechs Treffer. Herausragend aus Berliner Sicht waren dabei die zwei Auswärtserfolge bei Preußen Münster (20. Mai 1951) und bei Rot-Weiss Essen am 27. April 1952, wobei Schmutzler jeweils als zweifacher Torschütze agierte.
Mit der Berliner Stadtauswahl bestritt er am 11. Februar 1951 das erste internationale Nachkriegsstädtespiel in Berlin gegen Zürich. Vor 90.000 Zuschauern im Olympiastadion endete das Spiel mit einem 2:2-Unentschieden. Im September des gleichen Jahres war er mit der Berliner-Auswahl in Zürich und Lausanne, trat am 21. November gegen London an und war auch am 17. Februar 1952 in Berlin gegen Wien, bei der 4:5-Niederlage, – Schmutzler war zweifacher Torschütze – gegen die Austria-Helden Walter Zeman, Ernst Happel, Ernst Ocwirk, Gerhard Hanappi und Ernst Stojaspal im Einsatz. Nach dem Titel-Hattrick 1952 nahm Schmutzler das Angebot von TuS Neuendorf an und wechselte in die Fußball-Oberliga Südwest nach Koblenz.

### TuS Neuendorf, 1952 bis 1956
Am 24. August 1952 bestritt der Neuzugang aus Berlin das erste Oberligaspiel für die Mannschaft von Trainer Jupp Gauchel. Beim 7:1-Heimerfolg gegen den VfR Kirn führte sich Schmutzler mit zwei Treffern als der erhoffte Torschütze ein. Zur Vizemeisterschaft in der Saison 1952/53 trug er mit 23 Toren in 28 Ligaspielen bei. Der „KICKER“ nominierte für die „Elf der Saison“ im Südwesten die Angreifer Erwin Scheffler (Lautern), Schmutzler, Ottmar und Fritz Walter (Lautern) sowie am linken Flügel den Neuendorfer-Vereinskamerad Ferdinand Warth.
In den nächsten zwei Runden schoss Schmutzler 35 Tore und Neuendorf belegte die Plätze drei und vier. Am treffsichersten präsentierte sich der Mann aus Plauen aber in der Saison 1955/56, als er sich mit 30 Toren die Torschützenkrone in der Südwestoberliga holte. Trainer Helmut Bolz führte TuS Neuendorf mit dem Torverhältnis von 74:36 Toren auf den zweiten Rang und Schmutzler hatte in 29 Spielen 30-mal getroffen. Beim 5:3-Heimerfolg vor 25.000 Zuschauern am 26. Februar 1956 gegen den Serienmeister 1. FC Kaiserslautern steuerte er vier Tore bei. In den drei Qualifikationsspielen zur deutschen Fußballmeisterschaft 1956 gegen den VfB Stuttgart und Hannover 96 ließ der Torjäger drei weitere Tore folgen. In vier Runden erreichte Schmutzler in 112 Oberligabegegnungen im Südwesten 88 Tore.
In seinen Repräsentativeinsätzen für den Südwesten ragen die zwei Erfolge am 1. Februar 1953 in Düsseldorf gegen Westdeutschland und am 28. Februar 1954 in Hamburg gegen Norddeutschland heraus. Beim 5:3-Erfolg in Düsseldorf erzielte er zwei Treffer und bildete beim 4:2-Erfolg gegen den Norden gemeinsam mit den Walter-Brüdern den Innensturm der siegreichen Südwestauswahl. Den Ex-Matrosen und in Neuendorf als Angestellter in einer Spirituosenfabrik beschäftigten Stürmer zog es zur Runde 1956/57 wieder nach Berlin zurück und er schloss sich erneut seinem Ex-Verein Tennis Borussia an.

## Karriereausklang
Der Mann für Tore wurde 1957 nochmals Vizemeister mit TeBe und konnte mit seinen Mannschaftskameraden 1958 die vierte Meisterschaft in Berlin erringen. Nochmals steuerte der Routinier in 22 Spielen 16 Tore dazu bei. In der Endrunde kam noch ein Einsatz bei der 0:1-Niederlage gegen den Karlsruher SC hinzu, so dass Schmutzler für Tennis Borussia insgesamt zwölf Endrundeneinsätze für die Berliner mit sechs Toren absolviert hat. Insgesamt hat er für TeBe 96 Oberligaspiele bestritten und dabei 81 Tore erzielt. Bei SC Union 06 Berlin beendete er 1959/60 mit acht weiteren Spielen und einem Treffer seine Laufbahn in der höchsten Liga, spielte aber anschließend noch bei Duisburg 48/99 in der 2. Liga West. Laut West-Chronik hat er 1960/61 für Duisburg 48/99 unter Altnationalspieler und Trainer Willy Busch und Torhütertalent Hermann Roß sieben Spiele bestritten, in denen er drei Tore erzielte. Insgesamt kommt Horst Schmutzler von 1949 bis 1960 auf 216 Oberligaspiele mit 170 Toren. Im Amateurbereich ließ er bei Preußen Wilmersdorf und letztendlich bei der BSG Berliner Stadtreinigung seine aktive Zeit ausklingen.
Horst Schmutzler wurde am 2. Juli 2005, anlässlich des 100-jährigen Gründungsjubiläums, zum Ehrenmitglied seines Stammvereins SV Concordia Plauen ernannt.